# Erik Vollebregt
Jan Erik Vollebregt (Leiden, 10 de diciembre de 1954) es un deportista neerlandés que compitió en vela en las clases 470 y Flying Dutchman. Es hermano gemelo del también regatista Sjoerd Vollebregt.
Ganó una medalla de oro en el Campeonato Mundial de 470 de 1972 y dos medallas de bronce en el Campeonato Mundial de Flying Dutchman, en los años 1977 y 1979.

## Palmarés internacional
| Campeonato Mundial | Campeonato Mundial | Campeonato Mundial | Campeonato Mundial |
| Año                | Lugar              | Medalla            | Clase              |
| ------------------ | ------------------ | ------------------ | ------------------ |
| 1972               | Montreal (Canadá)  | Medalla de oro     | 470                |

| Campeonato Mundial | Campeonato Mundial | Campeonato Mundial | Campeonato Mundial |
| Año                | Lugar              | Medalla            | Clase              |
| ------------------ | ------------------ | ------------------ | ------------------ |
| 1977               | Torbole (Italia)   | Medalla de bronce  | Flying Dutchman    |
| 1979               | Kiel (RFA)         | Medalla de bronce  | Flying Dutchman    |